# E. Marlitt
Friederieke Henriette Christiane Eugenie John, írói nevén E. Marlitt (Arnstadt, 1825. december 5. – Arnstadt, 1887. január 22.) német regényírónő.

## Pályafutása
Egy kereskedő leánya volt és 17 éves korában a schwarzburg-sondershauseni hercegnő örökbe fogadta és zenei tehetsége kiképzése végett 3 évre Bécsbe küldte. Fülbetegsége következtében azonban búcsút kellett mondania a színpadnak, amelyre már eredménnyel lépett és így mint felolvasónő és utazási kísérő visszatért a hercegnő udvarába. 1863-ban elhagyta ezen állását és Arnstadtban telepedett meg bátyjánál, aki az ottani reáliskolában mint tanár működött. Mint írónő 1865-ben lépett fel először Die zwölf Apostel című novellájával a Gartenlaube-ban, amelyben későbbi elbeszélései és regényei is megjelentek. Soha nem ment férjhez és bátyjánál, Alfrédnál lakott, aki tanárként dolgozott. 1871-ben az írói bevételeiből felépíttette a Villa Marlittot, itt lakott egészen haláláig. Életét ezután tolószékben élte el.
Legtöbb műve több kiadást ért meg; műveinek illusztrált kiadása 1890-ben jelent meg; magyarra is többször lefordították egyenként, s az összkiadást is. Regényeit mind hazájában, mind magyar fordításban többször is közreadták, az 1989-es rendszerváltás után is. Legtöbb kiadást talán Aranyos Erzsike (Goldelse) c. regénye ért meg. Művei eredeti német nyelven is hozzáférhetők közkönyvtárainkban. Halálával Bagolyvár című könyve félbemaradt, ezt Wilhelmine Heimburg fejezte be, aki a Gartenlaube másik szerzőnője volt. Írói neve, E. Marlitt vélhetően a német Meine Arnstäder Litteratur kifejezés rövidítéséből származik.

## Művei eredeti nyelven
- Die zwölf Apostel (1865)
- Goldelse (1866)
- Balubart (1866)
- Das Geheimnis der alten Mamsell (1868)
- Thüringer Erzählungen (1869)
- Die Reichsgräfin Gisela (1870)
- Heideprinzesschen (1871)
- Die zweite Frau (1873)
- Im Hause des Commercienrathes (1877)
- Im Schillingshof (1880)
- Die Frau mit den Karfunkelsteinen (1885)

## Művei magyar fordításban (válogatás)

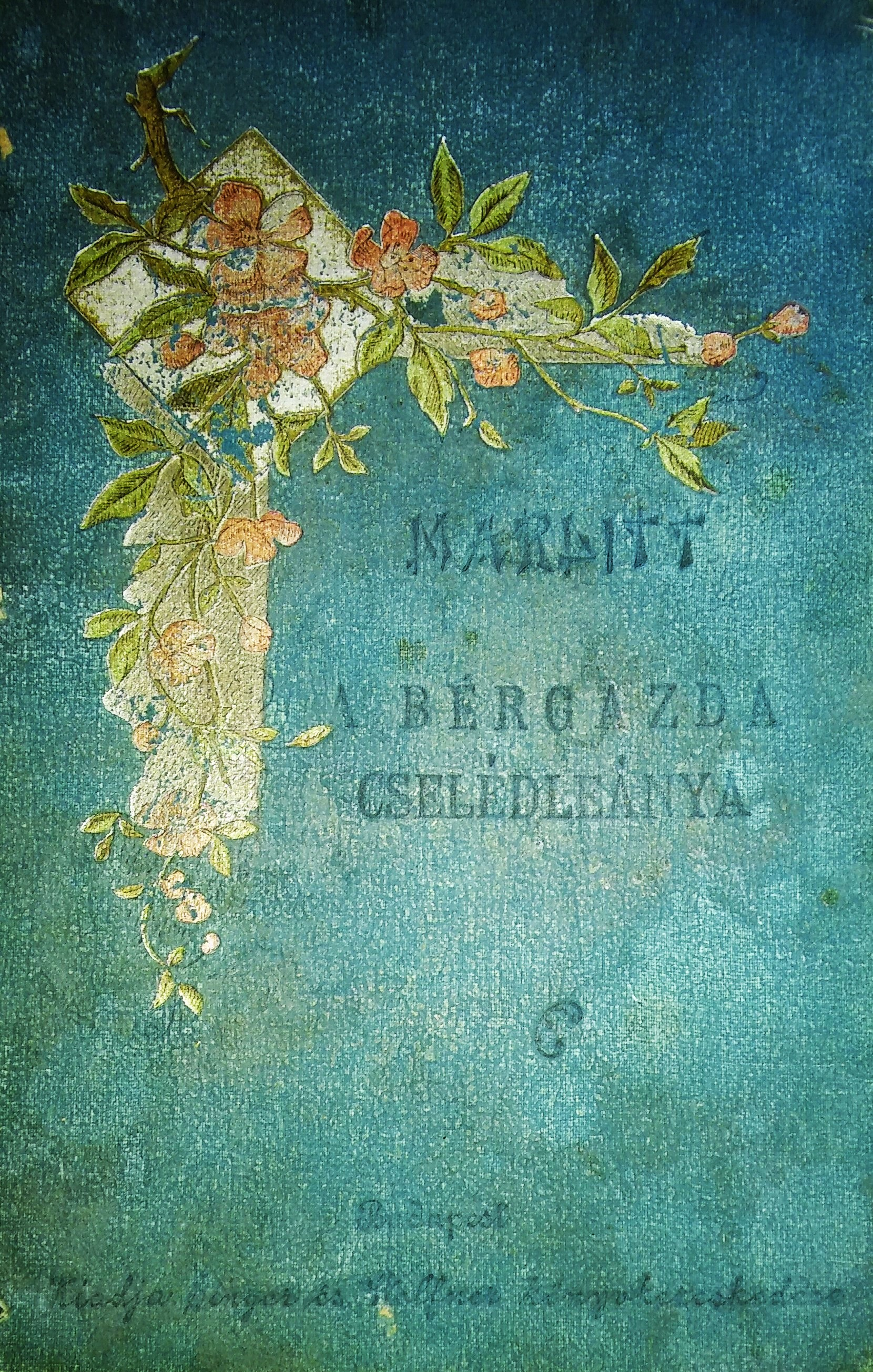
A bérgazda cselédleánya

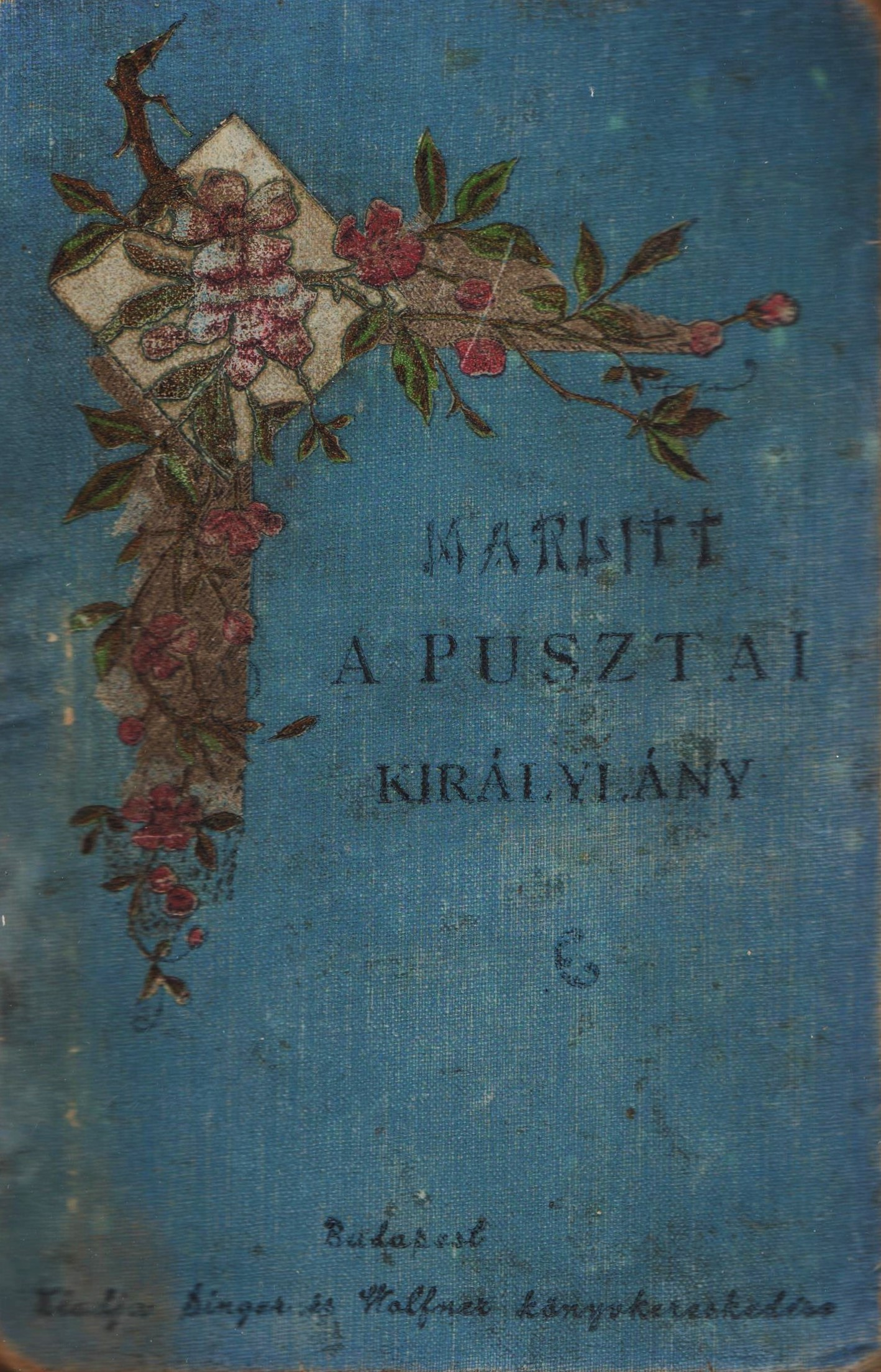
A pusztai királylány

### 1919-ig
- Aranyos Erzsike. Regény; Khór-Wein Ny., Pest, 1867 (Magyar hölgyek könyvtára. A Családi Kör melléklete)
- A vén kisasszony titka. Regény, 1-2. köt.; ford. Matkovich Pál; Khór-Wein Ny., Pest, 1868 (Magyar hölgyek könyvtára. A Családi Kör melléklete)
- Gizella hercegnő. Regény, 1-3.; ford. Beniczky Irma; Kocsi Ny., Pest, 1870
- A pusztai herczegnő. Regény; ford. Beniczky Irma; in: Új regélő, 3. évf. (1872)
- Aranyos Erzsike. Regény, 1-3. köt.; ford. Kanya Emilia; Kocsi Ny., Bp., 1874
- A második feleség. Regény; ford. -i -r.; Családi Kör, Pest, 1874 (Magyar hölgyek könyvtára)
- A kék szakáll. Beszély; ford. Kanya Emilia; Emília, Bp., 1876 (Magyar hölgyek könyvtára)
- Az ispán cselédje. Regény; ford. Zempléni P. Gyula; Révai, Bp., 1883
  - (A bérgazda cselédleánya, A tiszttartóék szolgálója címen is)
- A gránátköves asszony. Regény; ford. Martonffy Frigyes; Székely, Bp., 1885
- 12 apostól. Beszély; ford. Beniczky Irma; Aigner, Bp., 189?
- A pusztai királylány. Regény. 1-2. köt.; ford. Kárpáti János; Singer-Wolfner, Bp., 1890 (Marlitt regényei)
- Aranyos Erzsike. Regény, 1-2. köt.; ford. Tarczal; Singer-Wolfner, Bp., 1891
- A Schilling-ház. Regény, 1-2. köt.; ford. Tarczal; Singer-Wolfner, Bp., 1892
- A bérgazda cselédleánya. Regény / A tizenkét apostol; ford. Tutsek Anna; Singer-Wolfner, Bp., 1894
  - (Az ispán cselédje, A tiszttartóék szolgálója címen is)
- A bagolyvár. Regény; ford. Tarczal; Singer-Wolfner, Bp., 1896
- Gizella grófnő. Regény; ford. Kárpáti János; Singer-Wolfner, Bp., 1896
- A kereskedelmi tanácsos házánál. Regény, 1-2. köt.; ford. Tarczal; Singer-Wolfner, Bp., 1898
- A kékszakáll. Regény; ford. Sas Ignác; Magyar Kereskedelmi Közlöny, Bp., 1903
- Aranyos Erzsike. Regény; ford. Zigány Árpád; Magyar Kereskedelmi Közlöny, Bp., 1910 k.
- Aranyos Erzsike. Regény fiatal leányok számára; átdolg. Rudnyánszky Gyula.; Rozsnyai, Bp., 1911

### 1920–1944
- A második feleség; ford. Fodor Gyula; Singer-Wolfner, Bp., 1921
- Kékszakáll. Regény; ford. Bethlen Pál; Színes Regénytár Kiadóvállalat, Bp., 1930 (Színes regénytár)
- Gizella grófnő. Regény, 1-2.; Singer-Wolfner, Bp., 1936 (Milliók könyve)

### 1989–
- A Bagolyvár''; ford. Tarczal; Progresszió, Bp., 1989
- A tiszttartóék szolgálója''; ford. Tutsek Anna; Progresszió, Bp., 1990
  - (A bérgazda cselédlánya, Az ispán cselédje címen is)
- A gránátköves asszony; ford. Mártonffy Frigyes; Progresszió, Bp., 1990
- Aranyos Erzsike; ford. Tarczal; Progresszió, Bp., 1990
- Gizella grófnő; ford. Kárpáti János; Progresszió, Bp., 1990
- A második feleség; ford. Tarczal; Progresszió, Bp., 1990
- A vénkisasszony titka; ford. Matkovich Pál; Progresszió, Bp., 1990
- A kereskedelmi tanácsos házában; ford. Tarczal; Progresszió, Bp., 1991 
  - (A kereskedelmi tanácsos házánál címen is)
- A Schilling-ház; ford. Tarczal; Progresszió, Bp., 1991
- A pusztai hercegleány; ford. Beniczky Irma, utószó Tihanyi Sándor; Progresszió Kft., Bp., 1991 
  - (A pusztai herczegnő, A pusztai királykisasszony, A pusztai királyleány címen is)
- A kereskedelmi tanácsos házában; ford. Tarczal; Progresszió, Bp., 1991 
  - (A kereskedelmi tanácsos házánál címen is)
- Bithia Mary Croker: Ahol a boldogság terem; ford. Tábori Kornél / Eugenie Marlitt: Kékszakáll; ford. Bethlen Pál; Progresszió, Bp., 1993
- Ármány és szerelem. Romantikus szerelmi történet; Kódexfestő, Vásárosnamény, 2016